# Hext (Oklahoma)
Hext és una àrea no incorporada al Comtat de Beckham, a l'estat d'Oklahoma, als Estats Units d'Amèrica. A Hext es troba un tram de la carretera U.S. Route 66.
Va tenir una oficina de correus des del 4 de juny de 1901 fins al 29 de novembre de 1902. La gasolinera de Hext es va treure també i es va construir una casa en el seu lloc. No hi ha botigues a Hext i la principal indústria econòmica de Hext són les granges i la reproducció d'animals com cavalls.